# Leblanc Mirabeau
Der Leblanc Mirabeau ist ein Sportwagen der Marke Leblanc des Schweizer Automobilherstellers Wysstec GmbH mit Sitz in der Gemeinde Wetzikon.

## Beschreibung
Der Leblanc Mirabeau ein von Rolf Wyss konstruierter Rennwagen, der auch für den normalen Straßenverkehr zugelassen werden kann.  Er wurde nach FIA-/Le-Mans-Normen konzipiert und war ursprünglich nur für das 24-Stunden-Rennen von Le Mans gedacht. Der Mirabeau gehört zu den zehn teuersten Sportwagen seiner Zeit und wird nur in geringer Stückzahl produziert. Als Preis werden ca. 543.000 Euro ohne Extras angegeben.

## Technik
Der Leblanc Mirabeau wird von einem per Schraubenkompressor
aufgeladenen V8-Motor von Koenigsegg Automotive angetrieben. Fahrgestell und Karosserie sind in Kohlenstofffaserverbundbauweise gefertigt.